# Bille
El Bille (pronuncia bil·le) és un riu d'Alemanya que neix a Linnau a l'estat de Slesvig-Holstein i que desemboca a l'Elba a la frontera entre els barris d'Hammerbrook i de Rothenburgsort a l'estat d'Hamburg. El primer port medieval d'Hamburg va construir-se a prop de la confluència d'aleshores amb l'Elba. Després, l'home va desplaçar la desembocadura una mica més a l'est, vers el port Billhafen.
El nom i els variants antics (Billa, Bilna, Bilne, Byllia, Billena…) són d'origen eslau. Significa "aigua blanc" doncs té el mateix significat que l'Elba. El riu va donar el seu nom a diversos llocs al seu marge: Billstedt (vila del Bil·le), Billwerder (illa del…), Billbrook (prat pantanós del…), Billhorn (bosc del…), Billhafen (port del…).

## Geografia

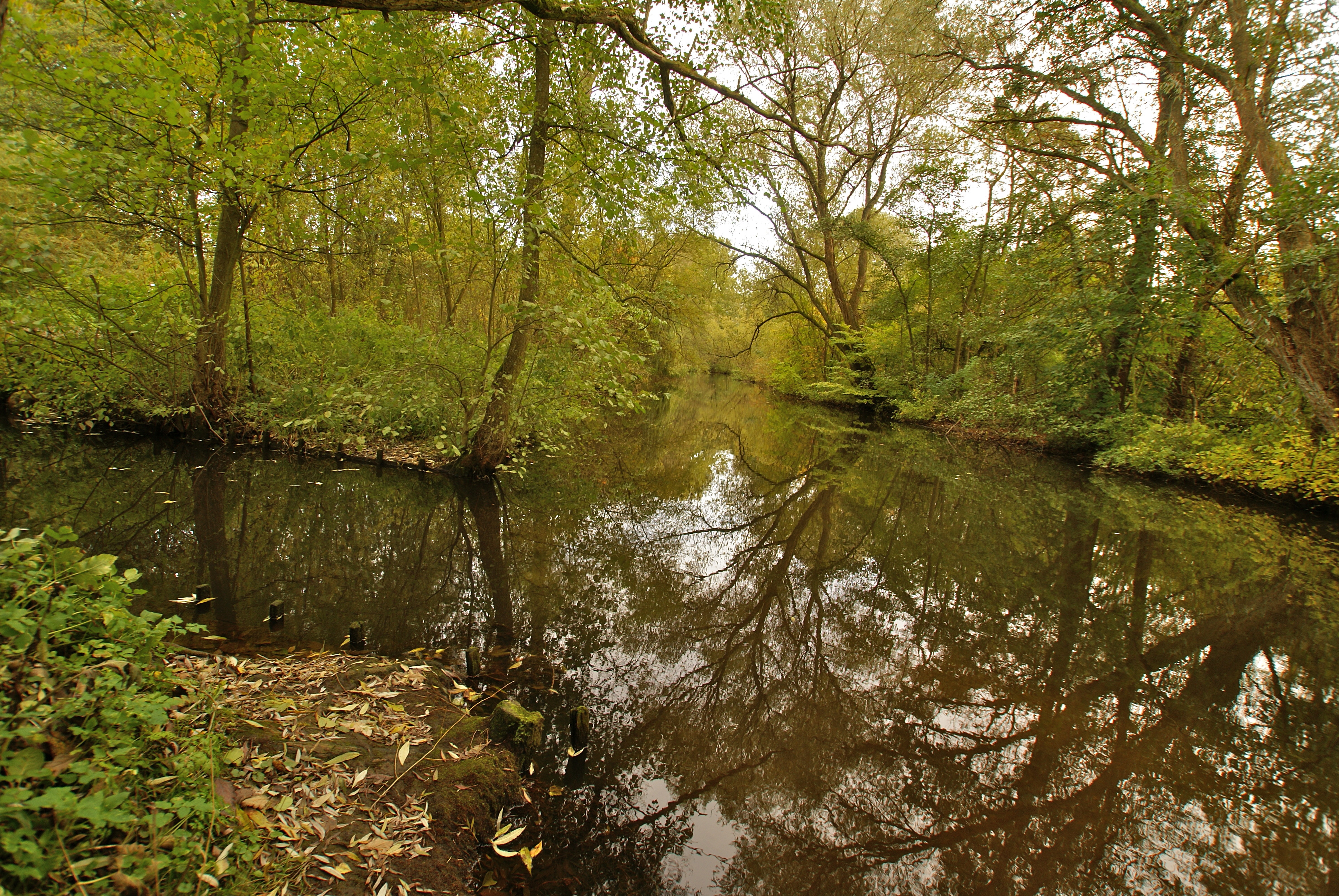
El Bille superior i llarg amont de Bergedorf
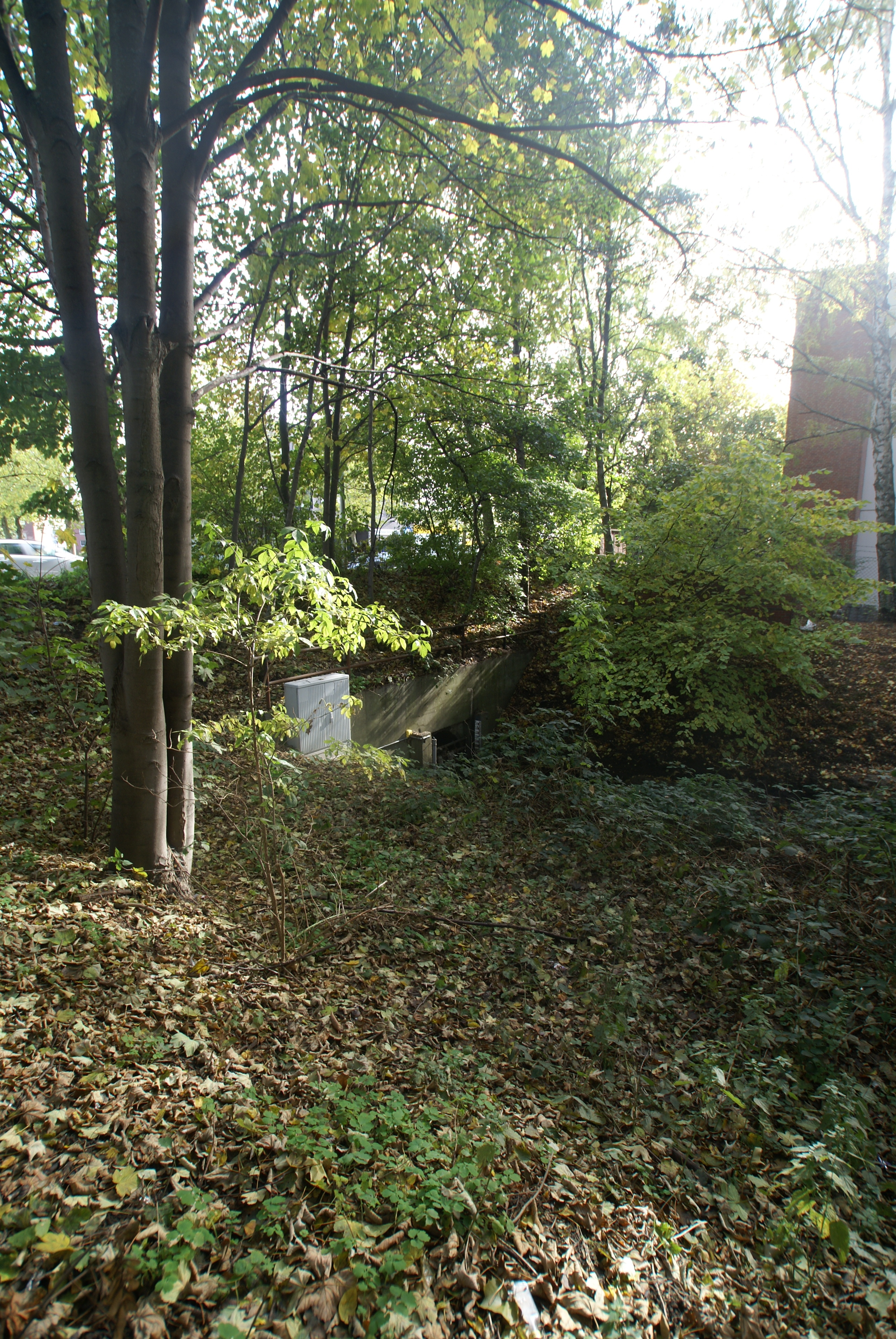
El Bille mitjà “renaixent” avall de Bergedorf
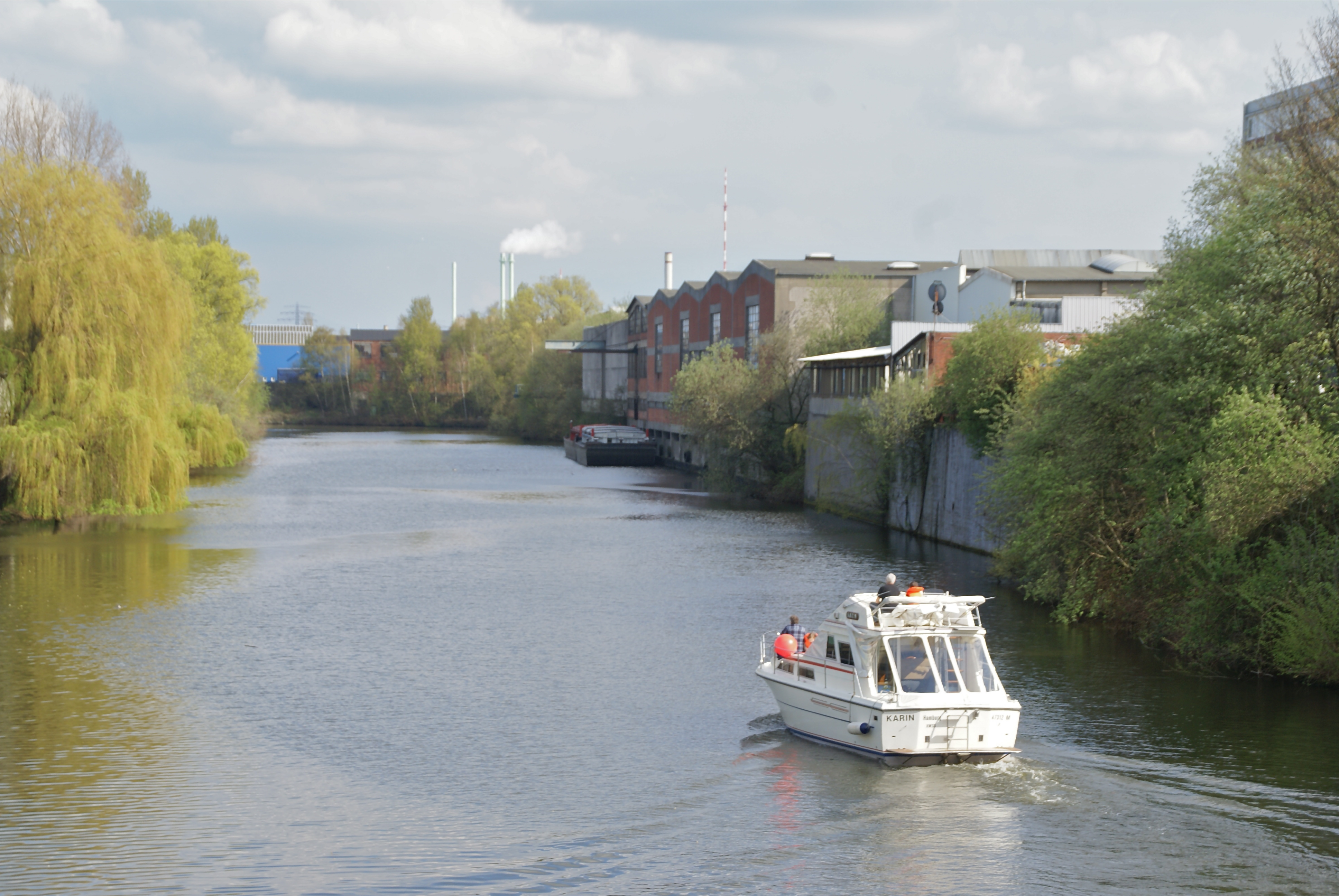
Una darrera fàbrica al Billekanal

La conca del riu es divideix en tres parts: el Bille superior (de la font fins a Bergedorf), el Bille mitjà (de Bergedorf fins a la desembocadura del Steinbek) i el Bille inferior d'allà fins als seu aiguabarreig amb l'Elba.
El Bille superior és un petit rierol estret que va crear-se per l'aigua fosa de les glaceres a la fi del Plistocè, a l'entrada de Bergedorf, des de l'aiguabarreigs amb el Forstgraben s'eixampla molt a causa del pantà de molí i el fossats del castell que van construir-se el 1208 sota el regne de Valdemar II de Dinamarca. El molí d'aigua va funcionar fins al 1939.
Després de l'annexió de Bergedorf per la lliga hanseàtica del 1420, la desviació de les seves aigües vers l'Schleusengraben per a crear un port, va fer que avall d'aquesta ciutat, el riu ha de recomençar des de zero. S'alimenta de l'aigua de pluja de la ciutat i del Kampbille un braç que connecta'l amb l'Schleusengraben al lloc dit Heckkaten una mica al sud de Bergedorf. Rep l'aigua de desguas del pòlder de Billwerder, els afluents Steinbek i Schleemer Bach i enllà del Gelbe Brücke (pont grog) torna a ésser navegable. El port interior al Bille inferior i els canals (Billekanal, Bullenhuser Kanal, Bilbrookkanal, Tiefstackkanal…) van perdre el seu paper pel transport. Tot i romandre una zona industrial, només queden unes poques fàbriques que utilitzen la via aquàtica.

### Afluents i efluents
- Haken
- Oberhafen
  - Oberhafenkanal
- Schleusenkanal
- Hochwasserbassin
- Rückerskanal
- Billekanal
  - Canal de Billbrook
- Bullenhuser Kanal
- Tiefstackkanal
- Steinbrookgraben
- Steinbek o Glinder Au

- Havighorster Graben
- Forellenbach

- Schleemer Bach

- Jenfelder Bach
- Barsbek

- Bornbek
- Bornmühlenbach
- Ladenbek
- Kampbille
- Schleusengraben

- Alte Brookwetterung

- Schulenbrooksbek

- Forstgraben
- Trittauer Mühlenbach
- Amelungsbek
- Corbek
- Schwarzer Au

## Llocs d'interès

### Edificis
- El molí Grander Mühle
- El Castell de Reinbek
- El Castell de Bergedorf
- El port antic Serrahn

### Reserves naturals
- Vall del Bille a Reinbek
- Boberger Niederung a Hamburg

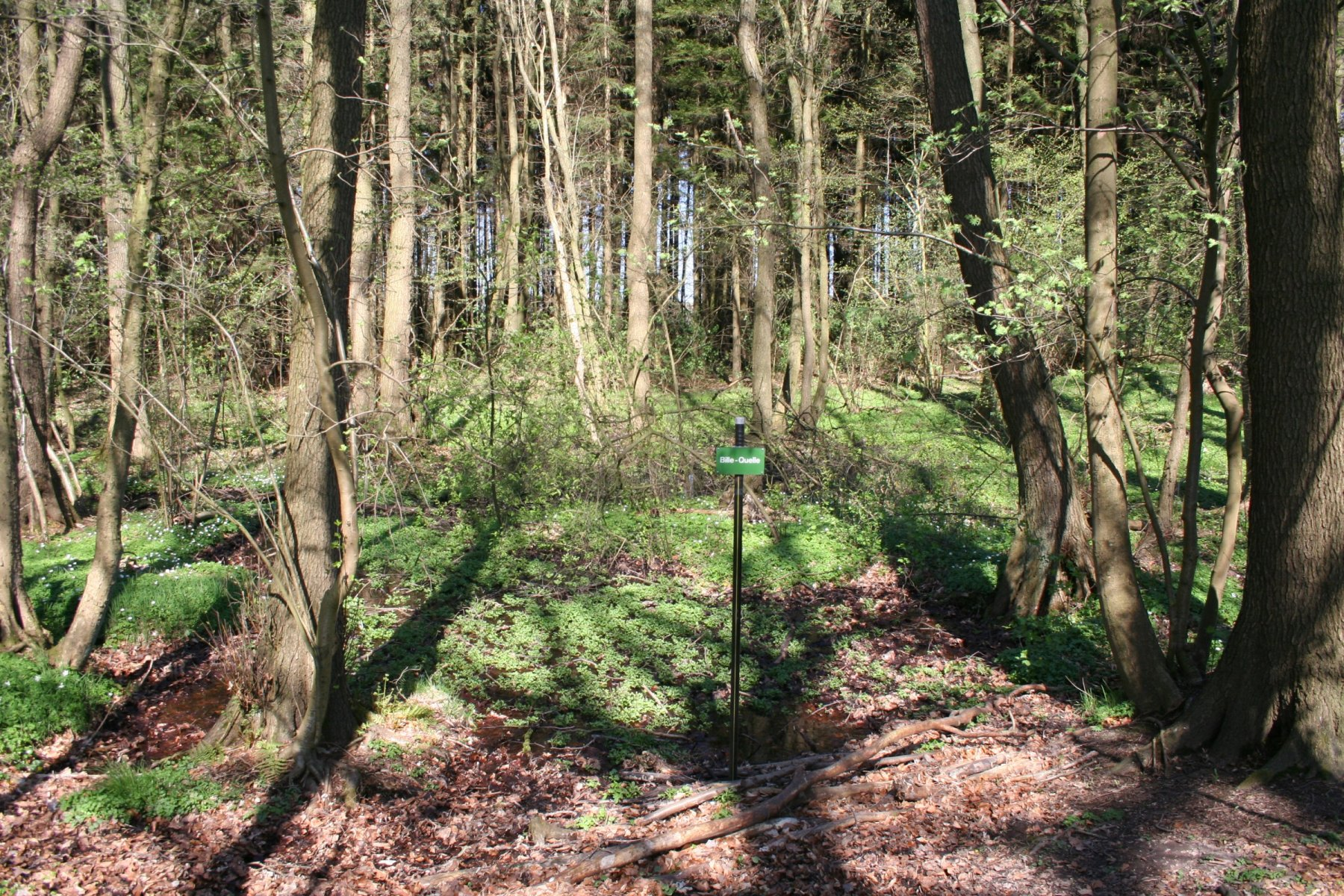
Font del Bille a Lankau
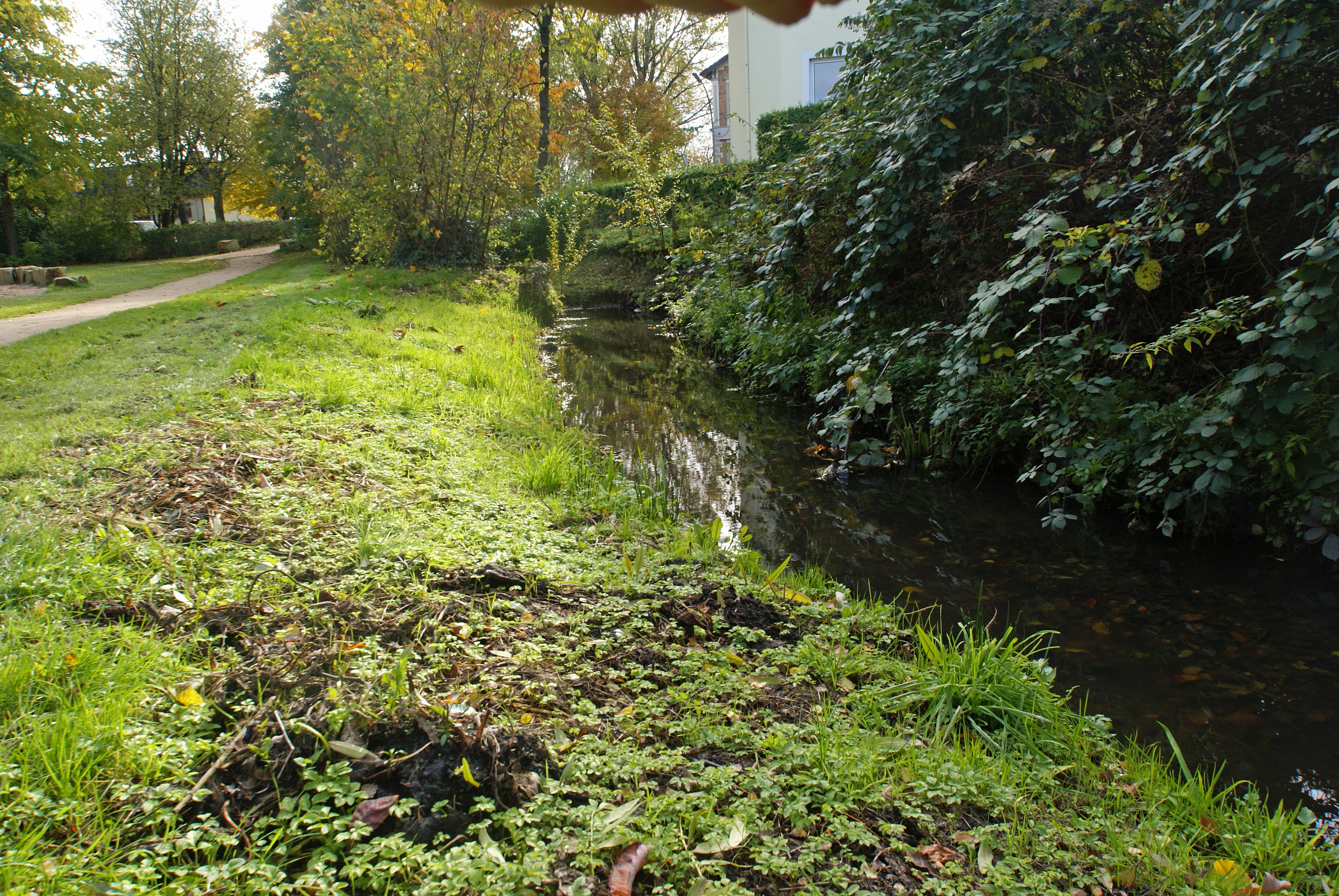
Poc després de la “segona” font a Bergedorf
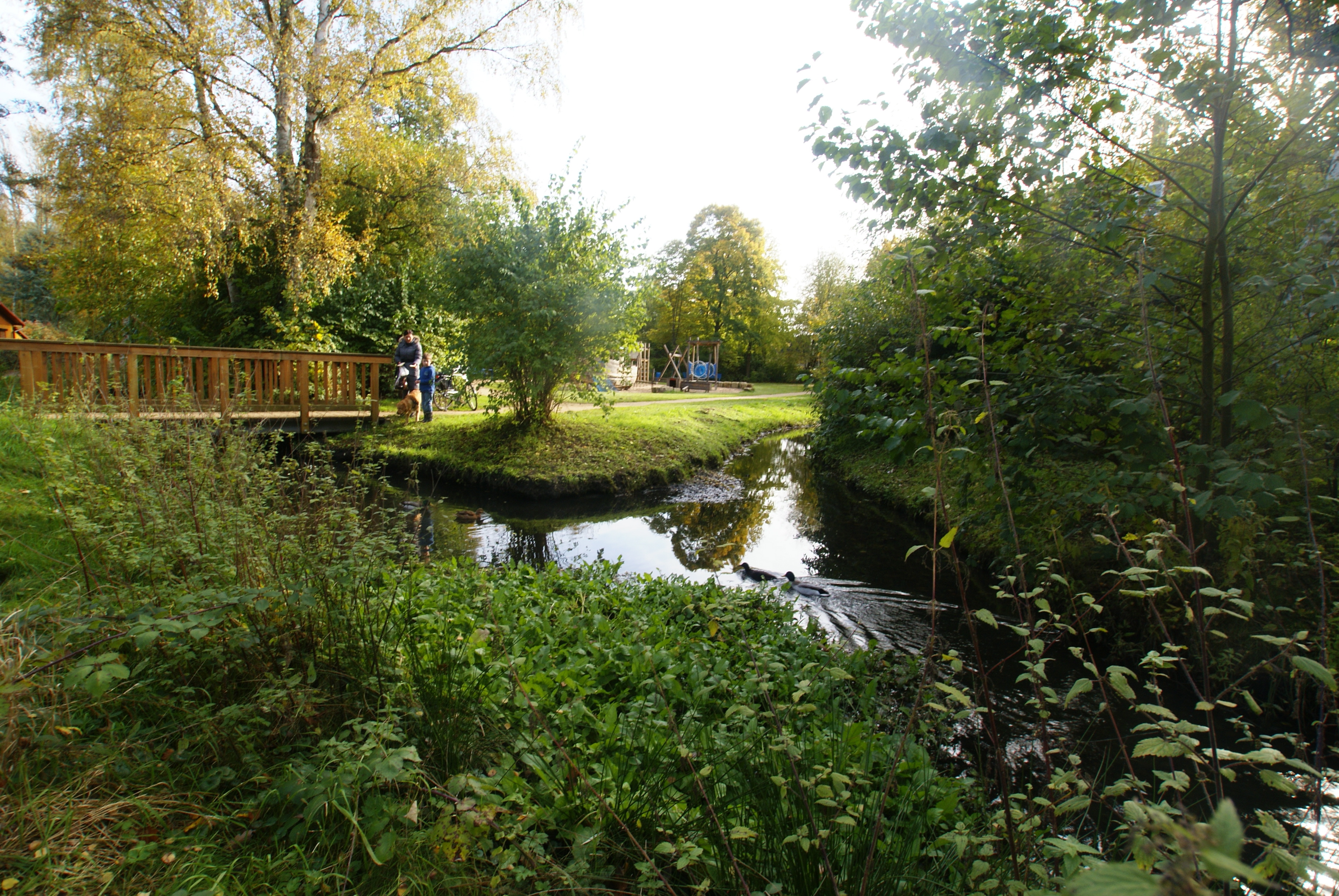
Confluència amb el Kampbille
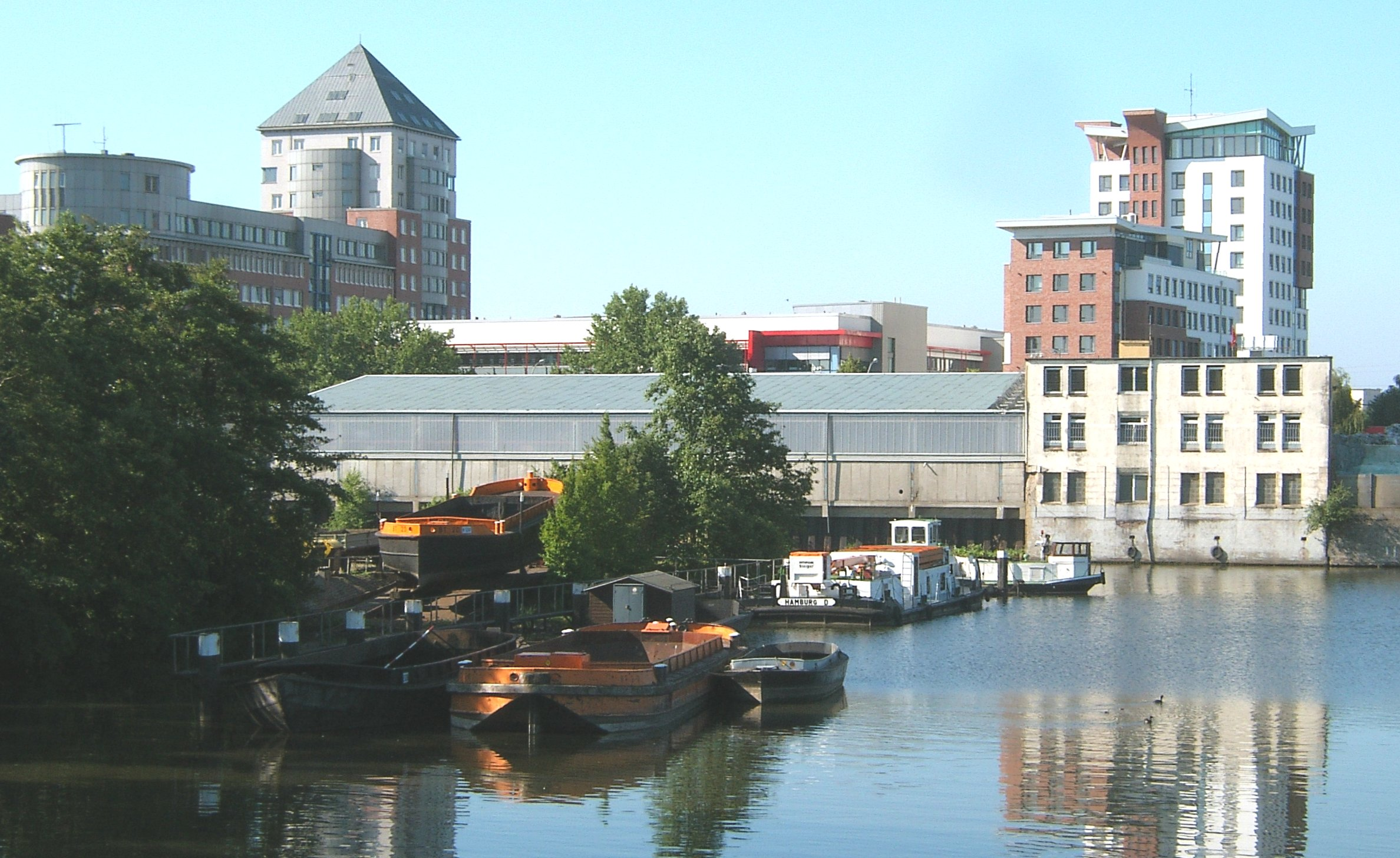
A HH-Rothenburgsort
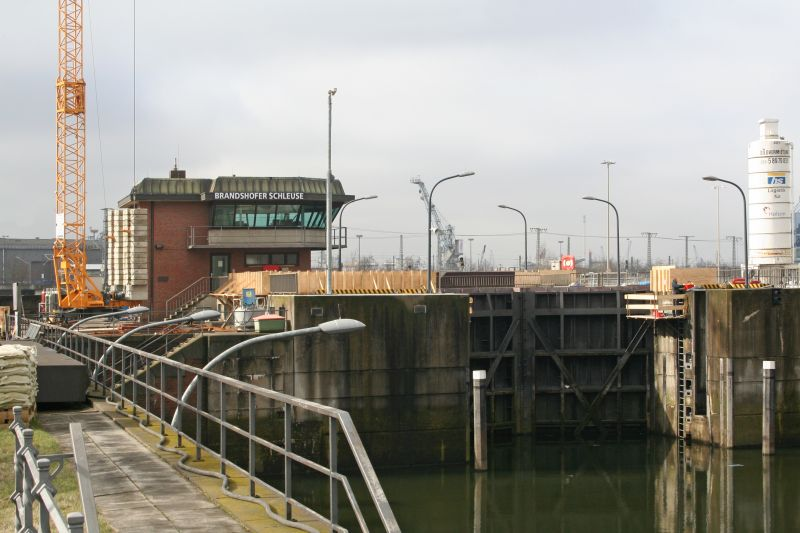
La resclosa Brandshofer Schleuse a la qual el riu desemboca via el port Billhafen a l'Elba